# Dornești (okręg Neamț)
Dornești – wieś w Rumunii, w okręgu Neamț, w gminie Costișa. W 2011 roku liczyła 243 mieszkańców.